# Дзирквадзееби
Дзирквадзееби (груз. ძირკვაძეები) — село в Грузии, на территории Хулойского муниципалитета автономной республики Аджария.

## География
Село находится в юго-западной части Грузии, на правом берегу реки Учхосцкали (правый приток Аджарисцкали), на расстоянии 2 километров (по прямой) к северо-северо-западу от посёлка городского типа Хуло, административного центра муниципалитета. Абсолютная высота — 1302 метра над уровнем моря.

## Население
По результатам официальной переписи населения 2014 года, в Дзирквадзееби проживало 339 человек (175 мужчин и 164 женщины). В национальной структуре населения грузины составляли 100 %.
| Год  | Население, человек |
| ---- | ------------------ |
| 2002 | 484                |
| 2014 | ↘ 339              |